# Kevin Scannell
Pour les articles homonymes, voir Scannell.
Kevin Scannell (en irlandais : Caoimhín Ó Scanaill, né le 11 mai 1970) est un professeur américain de mathématiques et d'informatique à l'université Saint Louis.

## Carrière
Kevin Scannell est professeur de mathématiques et d'informatique à l'université Saint Louis (Missouri). Son travail se concentre sur le développement de ressources informatiques en ligne pour les langues de petite taille, minoritaires ou manquant de ressources, avec un intérêt particulier pour l'irlandais et d'autres langues celtiques. Il a développé un thésaurus irlandais, un vérificateur de grammaire et un correcteur orthographique, ainsi que des dictionnaires et des moteurs de traduction pour l'irlandais, l'écossais et le mannois. Scannell est membre de l'équipe qui traduit l'interface de plateformes telles que Gmail, Twitter et WhatsApp en irlandais,. Il fonde Indigenous Tweets en 2011 pour promouvoir l'utilisation des médias sociaux à travers les langues autochtones et minoritaires. Il traduit 20 heures de matériel de codage en irlandais pour Hour of Code en 2016,. En 2019, il crée un générateur de noms en langue irlandaise appelé Gaeligh mé.
En 2019, il remporte une bourse Fulbright pour développer des technologies du langages pour l'irlandais en utilisant l'apprentissage en profondeur et les réseaux de neurones en collaboration avec des chercheurs d'Acadamh na hOllscolaíochta Gaeilge à Carna, dans le comté de Galway,,,.

## Vie privée
Scannell est né le 11 mai 1970 à Boston dans le Massachusetts. Il est diplômé du Massachusetts Institute of Technology (MIT) avec un Bachelor of Science en 1991. En 1996, il obtient son doctorat de l'université de Californie à Los Angeles. Il commence à apprendre l'irlandais dans les années 1990,.